# لیک نوردن (داکوتای جنوبی)
لیک نوردن(به انگلیسی: Lake Norden) شهری در ایالت داکوتای جنوبی کشور ایالات متحده آمریکا است که جمعیت آن در سرشماری سال ۲۰۱۰ میلادی، ۴۶۷ نفر بوده‌است.